# Canadian Space Agency

Myndighetens vapensköld

Canadian Space Agency (engelska, CSA) eller Agence spatiale canadienne (franska, ASC) är den kanadensiska regeringens avdelning ansvarig för Kanadas rymdprogram. Den grundades 1 mars 1989.
Organisationens säte finns beläget i Centre spatial John H. Chapman, i Longueuil i Québec (öster om Montréal). Man förfogar även över lokaler i Ottawa (testcentret David Florida Laboratory) samt lokala sambandskontor i USA (Washington, Cape Canaveral och Houston) samt i Frankrike (Paris). Från rymdcentret i Longueuil övervakas den kanadensiska delen av den Internationella rymdstationen

## Kanadensiska satelliter
Kanadensiska satelliter inom CSA:s program.

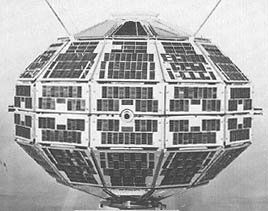
Alouette 1 blev den första satellit som byggdes av något annat land än USA och Sovjetunionen.

| Namn                                                      | Uppskjutning      | Avslutad       | Syfte                                                   |
| --------------------------------------------------------- | ----------------- | -------------- | ------------------------------------------------------- |
| Alouette 1                                                | 29 september 1962 | 1972           | jonosfärundersökningar                                  |
| Alouette 2                                                | 29 november 1965  | 1 augusti 1975 | Jonosfärundersökningar                                  |
| ISIS 1                                                    | 30 januari 1969   | 1990           | Jonosfärundersökningar                                  |
| ISIS 2                                                    | 1 april 1971      | 1990           | Jonosfärundersökningar                                  |
| Hermes                                                    | 17 januari 1976   | november 1979  | Experimentell kommunikationssatellit                    |
| Radatsat-1                                                | 4 november 1995   | 29 mars 2013   | Kommersiell jordresurssatellit                          |
| MOST                                                      | 30 juni 2003      | mars 2019      | Rymdteleskop                                            |
| SCISAT-1                                                  | 12 augusti 2003   | I drift        | Jordresurssatellit                                      |
| Radarsat-2                                                | 14 december 2007  | I drift        | Kommersiell jordresurssatellit                          |
| NEOSSat                                                   | 25 februari 2013  | I drift        | Bevakar jordnära objekt (NEO)                           |
| Sapphire                                                  | 25 februari 2013  | I drift        | Militär rymdövervakning                                 |
| BRITE (Bright(star) Target Explorer)                      | 25 februari 2013  | I drift        | Rymdteleskop                                            |
| Cassiope                                                  | 29 september 2013 | I drift        | Jonosfärundersökningar, experimentell telekommunikation |
| M3MSat (Maritime Monitoring and Messaging Microsatellite) | 22 juni 2016      | I drift        | Kommunikationssatellit                                  |
| Radarsat constellation                                    | 12 juni 2019      | I drift        | Kommersiell jordresurssatellit                          |